# 너무너무너무
〈너무너무너무〉는 걸그룹 아이오아이의 노래이다. 두 번째 미니음반 《miss me?》의 타이틀 곡으로 수록되어 있다. 이 곡은 JYP엔터테인먼트의 박진영이 작사 · 작곡 · 편곡을 맡았다. 발매 전날에 네이버 V앱과 엠넷의 《너무너무너무 보고싶었SHOW》를 통해서 최초로 공개했다.